# بيني غرين (عالمة جريمة)
بيني غرين (بالإنجليزية: Penny Green)‏ هي عالمة جريمة أسترالية، ولدت في 1957م.